# سفارة روسيا في اليابان
سفارة روسيا في اليابان هي أرفع تمثيل دبلوماسي لدولة روسيا لدى اليابان. تقع السفارة في طوكيو وهي تهدف لتعزيز المصالح الروسية في اليابان.

## وصلات خارجية
- الموقع الرسمي
- قائمة سفارات روسيا
- قائمة السفارات في اليابان